# Centaurea willkommii
Centaurea willkommii là một loài thực vật có hoa trong họ Cúc. Loài này được Sch.Bip. mô tả khoa học đầu tiên.